# Новоайдарская волость
Новоайда́рская во́лость — историческая административно-территориальная единица Старобельского уезда Харьковской губернии с центром в слободе Новый Айдар.
По состоянию на 1885 год состояла из 8 поселений, 8 сельских общин. Население — 10910 человек (5450 мужского пола и 5460 — женского), 1675 дворовых хозяйств.
|                       | Площадь, десятин | В том числе пахотной, дес. |
| --------------------- | ---------------- | -------------------------- |
| Сельских общин        | 26642            | 24242                      |
| Частной собственности | 5367             | 3391                       |
| Другой собственности  | 367              | 253                        |
| В целом               | 32376            | 27886                      |

Основные поселения волости по состоянию на 1885 год:
- Новый Айдар — бывшая государственная слобода при реке Айдар в 42 верстах от уездного города, 5456 человек, 830 дворовых хозяйств, 2 православные церкви, школа, 4 лавки, 3 ярмарки в год.
- Безгиновка — бывшая государственная слобода при реке Айдар, 888 человек, 164 дворовых хозяйства, православная церковь, школа, 6 ярмарок в год.
- Свято-Дмитровка (Капитаново) — бывшая государственная слобода при реке Евсуг, 3650 человек, 570 дворовых хозяйств, православная церковь, школа, 2 лавки, 4 ярмарки в год.